# Rearwin Sportster
El Rearwin Sportster fue un monoplano de cabina biplaza de ala alta estadounidense de los años 30 del siglo XX, diseñado y construido por Rearwin Aircraft & Engines para ser usado como avión deportivo y de turismo.

## Desarrollo
El Sportster comenzó su desarrollo mientras Rearwin todavía estaba certificando su modelo previo: el Rearwin Speedster. El Speedster había sido diseñado con altas prestaciones, así que la compañía puso su atención en otro modelo, más básico, para proporcionarle ingresos fiables.: 123  Este modelo iba a convertirse en el Sportster, comenzando los trabajos de diseño en 1934. 
Como la compañía Rearwin estaba ocupada intentando certificar el Speedster, los trabajos iniciales fueron subcontratados a Henry Weeks, del Stevenson-Weeks Air Service. El diseño resultante voló por primera vez el 30 de abril de 1935.
El diseño del Rearwin Sportster tenía un parecido casual con su competidor el Porterfield Flyabout. El Flyabout había comenzado como Wyandotte Pup, diseñado por el ingeniero Noel Hockaday y construido por estudiantes del Wyandotte High School. Ed Porterfield había visto el diseño acabado, compró los derechos, fundó la compañía Porterfield para construirlo, y contrató a Hockaday para desarrollar el avión como Flyabout. Hockaday había asistido previamente al ingeniero Douglas Webber de la American Eagle Aircraft Corporation, pasándose ambos más tarde a Rearwin Aircraft. Su influencia en Rearwin resultó en elementos de diseño que fueron usados en el Sportster, por lo que se asemejaba al Flyabout diseñado por Hockaday.: 101, 127–128 
En 1936, el Sportster fue certificado para llevar flotadores por solicitud de George B. Cluett. Esto requirió agrandar la cola vertical después de que el avión de pruebas casi no se recuperara de una barrena plana.: 130–131  Las modificaciones finales en los Sportster se realizaron en 1939 para revitalizar las ventas. Las demandas de la Segunda Guerra Mundial forzaron el cese de la producción del Sportster en 1941.: 141  

## Diseño
El Sportster era un monoplano de cabina biplaza de ala alta arriostrada. El piloto y el pasajero se sentaban en tándem. Ambos asientos tenían controles de vuelo, pero solo el piloto tenía un panel de instrumentos.
El tren de aterrizaje convencional usaba un patín de cola en lugar de rueda y al principio no tenía frenos, aunque más tarde se ofrecieron ambos como opción. Esquíes y flotadores también eran opciones disponibles, aunque la cola vertical del Sportster tenía que ser aumentada para mantener su certificación de barrena en caso de que se le equipara con flotadores. Un modelo Deluxe incluía carenados en las ruedas, luces de navegación, radio, y luces aéreas opcionales; posteriores modificaciones en el diseño incluían un parabrisas de una pieza.: 129–130, 141 
La versiones iniciales del Sportster estaban propulsadas por un motor radial LeBlond de 5 cilindros de 70 a 85 hp. El tercer modelo del Sportster ofrecía tanto el motor radial Warner Scarab como el LeBlond (rebautizado como motor Ken-Royce cuando Rearwin compró aquella compañía). Ambos producían 90 hp. Inicialmente el motor se dejó al descubierto, pero los anillos Townend y un buje de la hélice eran una opción del modelo Deluxe; un rediseño de 1939 introdujo una aerodinámica capota NACA. El alcance era de alrededor de 500 millas para todas las versiones.: 130–131, 141 

## Variantes

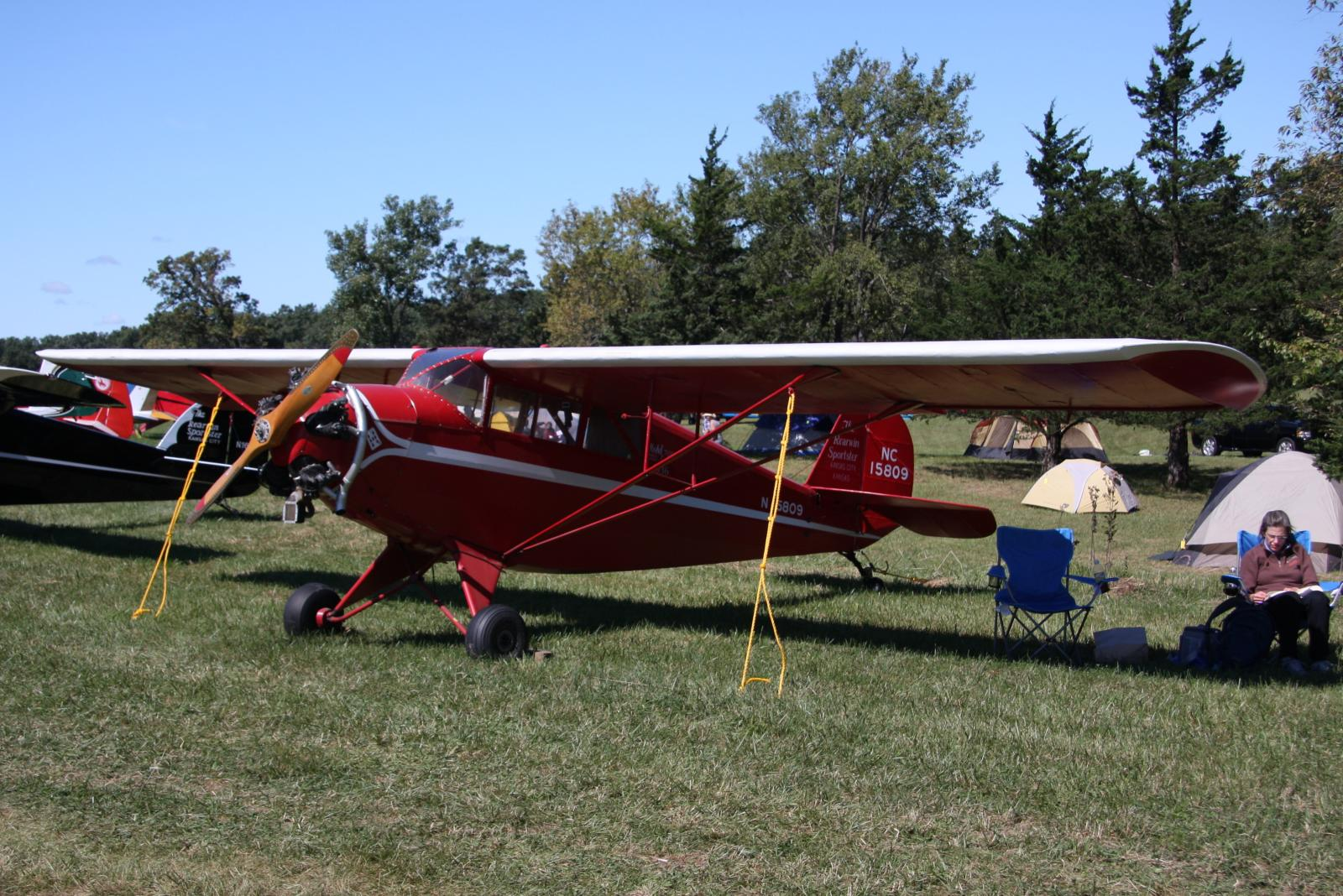
Rearwin 7000 de 1936.

Todos los modelos Deluxe fueron actualizados en 1939 para ofrecer capotas NACA, parabrisas de una pieza y refrigeración mejorada.
Rearwin Sportster 7000
Variante inicial de producción de 1935-1936, propulsada tanto por el motor radial LeBlond 5DE, como por el LeBlond 5E, ambos de 52 kW (70 hp), 75 construidos. Un modelo Deluxe se ofreció  a principios de 1936 con anillo Townend, buje de la hélice, carenados de las ruedas, luces de navegación, y radio opcionales.
Rearwin Sportster 8500
Variante con un LeBlond 5DF de 63 kW (85 hp), introducida en 1935. El peso cargado del avión se redujo en 85 libras. Se ofreció un modelo Deluxe a principios de 1936 con anillos Townend, buje de la hélice, carenados de las ruedas, luces de navegación y radio opcionales.
Rearwin Sportster  9000/9000-W
Introducida en 1937, propulsada por un motor Warner Scarab de 90 hp. Se ofreció un modelo Deluxe con anillo Townend, buje de la hélice, carenados de las ruedas, luces de navegación y radio opcionales.
Rearwin Sportster 9000-L/9000-KR
Introducida en 1937, propulsada por un LeBlond 5DF de 90 hp. Se ofreció un modelo Deluxe con anillo Townend, buje de la hélice, carenados de las ruedas, luces de navegación y radio opcionales.
Rearwin Sportster 9000-KRT
Sportster 9000-KR modificado por Rearwin como entrenador de instrumentos.
Götaverken GV-38
Designación de alrededor de 12 Sportster 9000-W construidos por la sueca A. B. Götaverken entre 1938 y 1943. Un ejemplar (SE-AHG) fue equipado con un motor bóxer Continental O-190.
UC-102
Designación de dos Sportster 9000 requisados y puestos en servicio militar durante la Segunda Guerra Mundial.

## Operadores

### Militares
Estados Unidos
- Fuerzas Aéreas del Ejército de los Estados Unidos: dos Model 9000-W fueron requisados como UC-102 durante la Segunda Guerra Mundial.[1]: 142
- Patrulla Aérea Civil: al menos 8 Sportster, con 4 en el Ala de Míchigan, durante la Segunda Guerra Mundial.[1]: 142

 Honduras
- Fuerza Aérea Hondureña: operó dos Sportster y un biplano Ken-Royce como entrenadores.[1]: 94

 Nueva Zelanda
- Real Fuerza Aérea de Nueva Zelanda: dos ejemplares requisados durante la Segunda Guerra Mundial.[1]: 142

 Sudáfrica
- Fuerza Aérea Sudafricana: dos ejemplares requisados durante la Segunda Guerra Mundial.[1]: 142

### Civiles
Estados Unidos: 142 
- Gobierno de Puerto Rico: usó un Sportster de 1937 en el Servicio Forestal Insular.
- Oficina de Entomología y Cuarentena de Plantas del Departamento de Agricultura de los Estados Unidos: usó dos Sportster con motores de 90 hp para el control de insectos.
- Servicio de Pesca y Vida Silvestre de los Estados Unidos: usó un Sportster de 1937 para realizar investigaciones relacionadas con el Tratado de Aves Migratorias de 1918.

## Supervivientes
Numerosos modelos del Sportster sobreviven en museos. Ken Rearwin compró el prototipo del Sportster y lo donó al Airpower Museum en Blakesburg, Iowa.

## Especificaciones (Model 8500)
Referencia datos: The Illustrated Encyclopedia of Aircraft

### Características generales
- Tripulación: Uno (piloto)
- Capacidad: Un pasajero
- Longitud: 6,8 m (22,2 ft)
- Envergadura: 10,7 m (35 ft)
- Altura: 2,1 m (6,8 ft)
- Superficie alar: 15,4 m² (166 ft²)
- Peso vacío: 376 kg (828,7 lb)
- Peso cargado: 640 kg (1410,6 lb)
- Planta motriz: 1× motor radial de cinco cilindros refrigerado por aire LeBlond 5DF.
  - Potencia: 63 kW (87 HP; 86 CV)

### Rendimiento
- Velocidad máxima operativa (Vno): 187 km/h (116 MPH; 101 kt)
- Alcance: 772 km (417 nmi; 480 mi)
- Techo de vuelo: 4635 m (15 207 ft)

## Aeronaves relacionadas

### Secuencias de designación
- Secuencia C-_ (Aviones de Carga del USAAC/USAAF/USAF, 1924-1962): ← C-99 - C-100 - C-101 - C-102 - C-103 - C-104 - C-105 →